# Battaglia di Damghan (1729)
La battaglia di Damghan, nota anche come battaglia di Mihmandoost, fu una battaglia combattuta tra le forze dell'Impero safavide capeggiate dal generale Nadir e quelle della Dinastia Hotak. Lo scontro si tenne dal 29 settembre al 5 ottobre 1729 presso la città di Damghan in Persia (attualmente Iran). Per Nadir fu una straordinaria vittoria e per la causa safavide, anche se non pose fine al dominio della Dinastia Hotak sulla Persia, ma perlomeno ripose Tahmasp II sul trono. La battaglia venne seguita da un'altra tenutasi presso Murcheh-Khort, un villaggio presso Isfahan. Le forze di Nadir si dimostrarono vittoriose in entrambe le battaglie, che portarono a spodestare la dinastia degli afghani Ghilzai dal trono persiano. Gli Hotak vennero costretti a ritirarsi nel territorio dell'attuale Afghanistan meridionale.
La battaglia di Damghan diede prova della supremazia del sistema militare di Nadir comparato con il sistema afghano che impiegava esclusivamente la cavalleria. Anche se Ashraf cercò subito rimedio alla sconfitta di Murche-Khort, ma non riuscì a creare un esercito che potesse competere con quello di Nadir.

## Antefatto
Ashraf era salito al potere dopo aver condotto un colpo di stato nei confronti del suo predecessore, Mahmud Hotak, ed aveva avuto un notevole successo nella guerra con gli ottomani dove seppur con forze inferiori rispetto all'esercito turco era riuscito a trovare uno spazio ricavato entro l'Impero safavide per costruire un proprio stato.
Nel frattempo, Nadir e lo scià Tahmasp erano impegnati a condurre una campagna a nord-est per costruire una base d'emergenza nel caso in cui Ashraf avesse preteso l'intero impero per sé. Avendo udito della campagna di Nadir e della sua marcia su Herat, Ashraf uscì da Isfahan nell'agosto del 1729 con 30 000 uomini nella speranza di conquistare la provincia di Khorasan mentre Nadir era impegnato con gli abdalidi più ad est. Sfortunatamente per  Ashraf, Nadir soggiogò Herat e ritornò a Mashad prima che Ashraf potesse invadere il Khorasan. Avendo sentito dell'arrivo di Ashraf, Nadir preparò la battaglia presso Sabzevar e lo scontro si tenne il 12 settembre 1729.
Quando Ashraf raggiunse ed assediò Semnan le sue forze erano giunte a 40 000 contro quelle di Nadir che erano solo 25 000. Lasciando delle forze ad assediare Semnan, Ashraf marciò ad est verso Shahroud ed una parte dei suoi uomini a distruggere la pericolosa artiglieria di Nadir. Il primo scontro tra le due armate si ebbe a Shahrud dove 14 afghani vennero fatti prigionieri e portati da Nadir per un interrogatorio. Nadir continuò a combattere sino a quando non si accampò nell'oscuro villaggio di Mehmandust. Quella stessa notte lo scià Tahmasp gli promise la mano di sua sorella se Nadir avesse vinto la battaglia del giorno successivo.

## La battaglia

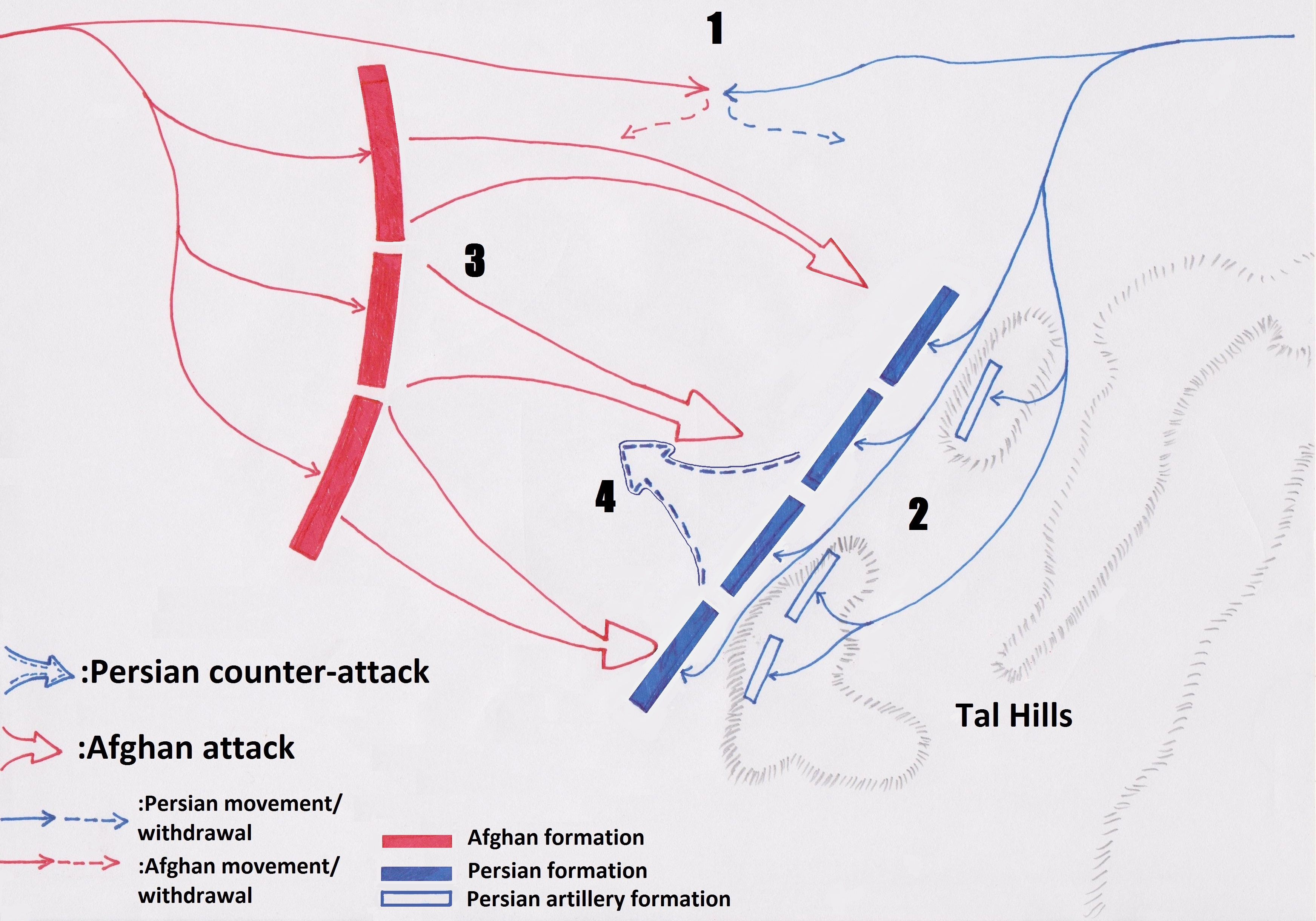
1. Nadir invia la sua retroguardia a proteggere il fianco sinistro, presso le colline di Tal. Elementi afghani entrano in contatto con la retroguardia persiana, ma entrambi gli eserciti si ricongiungono presto col grosso della loro parte.
2. Nadir utilizza questo tempo per piazzare la sua artiglieria sulle alture sopra la sua fanteria di linea.
3. Ashraf ordina una carica, ma il suo esercito è frenato dai moschettieri e dai cannonieri persiani.
4. Nadir prende con sé un corpo di fanteria e si dirige verso il centro dell'armata afghana, dividendola in due sul campo di battaglia.

### Dispiegamento e manovre delle forze
La mattina del 29 settembre, Ashraf prese il suo esercito composto come da tradizione afghana da tre formazioni separate al contrario di Nadir che aveva predisposto quattro divisioni in linea. Ashraf faceva affidamento per la vittoria sulla sua potente cavalleria di 3000 uomini che pensava che con facilità gli avrebbe consentito di catturare anche gli stessi Tahmasp e Nadir dopo la vittoria.
Una retroguardia di diverse migliaia di cavalieri coprì il dispiegamento delle forze di Nadir sulle colline di Tal. Nadir, durante questi preparativi, colse l'occasione per piazzare i suoi pezzi d'artiglieria dietro le linee della sua fanteria, in posizione elevata proprio sopra le formazioni compatte dei moschettieri persiani che si trovavano alla base delle colline con la valle di fronte a loro. Il fianco sinistro afghano che sarebbe dovuto entrare in contatto con la retroguardia persiana anziché inseguirli dietro le linee col resto dell'esercito di Ashraf si ritirò. Ashraf diede l'ordine di impiegare tutti i suoi uomini di cavalleria per una tremenda carica di 40 000 cavalieri contro i persiani che attendevano ai piedi delle colline. La terrificante oda di cavalieri afghani venne alimentata dall'incredibile velocità e dall'impeto dei soldati.

### La rottura della carica afghana
I persiani iniziarono a questo punto a sparare dalle loro postazioni di artiglieria sulla cresta delle colline e con una cortina di fumo causarono d'un botto "tre o quattromila morti tra gli afghani che caddero come cocomeri". I fianchi dell'armata afghana vennero quindi attaccati dalla fanteria persiana da una distanza di una dozzina di metri. I cavalieri si dispersero e i restanti soldati afghani pur avanzando progredirono in una grande confusione. In questo caos sanguinoso il portabandiera di Ashraf venne colpito da una palla di cannone e la sua insegna venne catturata dai persiani, fatto che oltremodo demoralizzò i soldati afghani.

### Il colpo di Nadir al centro
Il contrattacco persiano si materializzò raggruppando i suoi moschettieri che con la spada sguainata andarono a dirigersi verso il centro di quello che restava del centro dell'esercito di Ashraf, riuscendo tra l'altro a dividere a metà l'esercito che poté così essere battuto separatamente. Dopo un breve inseguimento per alcuni chilometri gli ultimi uomini afghani riuscirono a fuggire verso Semnan.

## Conseguenze
Con circa 12 000 uomini lasciati sul campo di battaglia, Ashraf marciò malamente ad ovest in una frenetica corsa per evitare ulteriori scontri senza preparativi adeguati. Speranzoso, tese un'imboscata presso il passo di Khwar.